# Animal Study Registry
Das Animal Study Registry (Register für Tierversuche) ist ein am 7. Januar 2019 eröffnetes Register für Tierversuche am Deutschen Zentrum zum Schutz von Versuchstieren (Bf3R). Es ist ein integraler Bestandteil des Bundesinstituts für Risikobewertung (BfR).

## Zielsetzung und Inhalt
Die Registrierung von Tierversuchen hat folgende Vorteile: Die Planung eines Versuchs wird durchdachter und zielgerichteter, die Ergebnisse sind nachvollziehbar und heben den wissenschaftlichen Standard. Tierversuche können eingespart werden, weil nun alle Studien veröffentlicht würden. Auch jene, deren Ergebnisse unbequem klingen. Damit ergibt sich ein umfassenderes und „ungeschöntes“ Bild. Irrwege in der Forschung werden so vermieden.
Nicht zuletzt profitieren Patienten von einem Register, da das Wissen aus Tierversuchen die Basis etwa für Medikamententests ist. Je belastbarer dieses Fundament ist, desto größer sind die Erfolgschancen und desto geringer das Risiko von Komplikationen und Nebenwirkungen. Das ist auch der Grund dafür, dass Datenbanken für „klinische“ Versuche am Menschen seit langem etabliert sind. Die Registrierung ist Voraussetzung dafür, Fördermittel zu bekommen oder Arzneimittel zur Zulassung einzureichen. Mit dem Register für Tierversuche wird nun auch für die „vorklinische“ Forschung ein hohes Niveau angestrebt.
Die Einträge im Animal Study Registry beschreiben zum Beispiel die für den Versuch gewählten statistischen Verfahren. Das Register ist frei zugänglich.